# L-159 ALCA
L-159 ALCA 战斗机 (捷语: L-159) 是捷克沃多喬迪航空制造的多功能亚音速战斗机。它是捷克飞机公司在L-59（L-39 MS）基础上发展的攻击／教练机，有单座的L-159 A和双座的L-159 B两种型号。捷克空军已订购了72 架L-159 A/B。

## 发展
L-159 ALCA 的发展始于1994年。 本飞机于1997年8月首飞。L-159 总体布局与L-59相仿，但融合了多国的先进技术。L-159换装了F124-GA-100涡轮扇发动机，采用了数位发动机控制系统、燃油防爆系统和座舱防弹系统。机头安装意大利的多功能脉冲多普勒雷达，采用美国波音公司的航空电子系统，装有英国 BAE 系统公司的“天卫200”雷达告警系统以及箔条和曳光弹投放器。
2018年8月10日，Aero Vodochody公司宣布捷克空軍購買的先進噴射教練機L-159T2於日前完成首飛，捷克空軍共購買3架L-159T2雙座噴射教練機，這次測試的為其中1架。捷克空軍的L-159T2除了新建中段與前機身，還包括數項重大改進。
主要集中在駕駛艙與燃料系統的裝備上，以及夜視鏡（NVG）完全相容。每個駕駛艙還額外裝備2座多功能顯示器（Multi Function Display）與升級版的彈射座椅VS-20。
L-159T2除了新增加油能力外，通常僅安裝於單座版本的Grifo雷達，也整合進入雙座版的L-159T2中。與此同時，反制與雷達警告接收器也同樣安裝在提供給捷克空軍的版本中。　

## 設計
L-159 战斗机机腹和翼下共有7个外挂点，可承载约2.3吨。机载武器包括美制 AGM-65“小牛”空对地导弹、AIM-9“响尾蛇”空对空导弹，以及CRV－7和SUU-200火箭弹，还可外挂英制空对地导弹和TIALD指示吊舱。

## 服役歷史

### 伊拉克
捷克國防部與製造商沃多霍迪公司達成協議，轉讓11架捷克空軍庫存的L-159A以及另外4架現役L-159（包括2架雙座L-159B戰機）予伊拉克，由於L-159為捷克與英國等國共同研製因此出口需經英國等國同意。

## 用户及潛在用戶
- 乌克兰：捷克總統彼得·帕維爾2023年5月10日表示，捷克共和國可能會向烏克蘭提供一些L-159戰鬥機，以支持其計劃中的反攻[3]。
- 捷克：生產72架，但僅有24架於捷克空軍服役，其餘出售其他國家[4]。
- 西班牙：曾短暫接收3架後交還捷克[5]。
- 伊拉克：2012年時訂購28架[6]，目前仍管有10架[7]。
- 美国：德拉肯國際、Lewis Fighter Fleet LLC[5]

## L-159 相關資料
- 翼展 9.46米
- 机长 12.13米
- 机高 4.77米
- 机翼展弦比 (包括翼尖油箱)5.2
- 机翼面积 18.8平方米
- 主轮距 2.44米
- 空重 3440千克
- 正常起飞重量 4720千克
- 最大起飞重量 5670千克
- 载油量 (机身油箱) 824千克 (翼尖油箱) 156千克
- 發動機：1具國際渦輪引擎公司（International Turbine Engine Company，ITEC）／漢威聯合國際公司（Honeywell International）F124-GA-100渦輪扇發動機，推力28.2 kN（6,300 lbf）
- 最大平飞速度： 755千米/小时
- 最大爬升率： 22米/秒
- 爬升到 5000米：6分钟
- 实用升限： 11500米
- 航程(带副油箱)： 1800千米
- 续航时间： 4小时
- 起飞滑跑距离： 400米
- 着陆滑跑距离： 930米